# Marktkreuz (Longforgan)

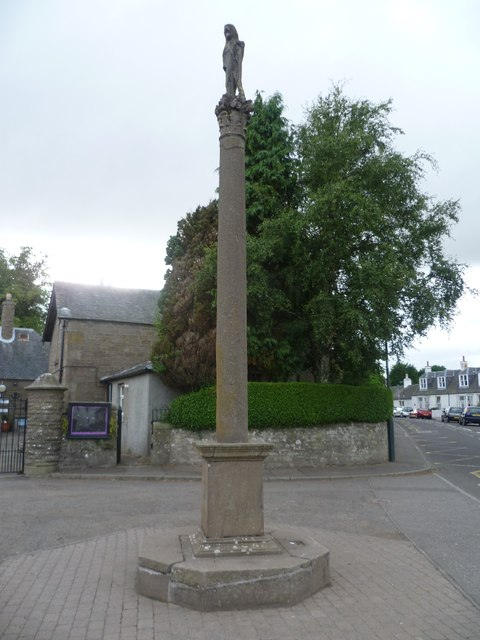
Marktkreuz von Longforgan

Das Marktkreuz von Longforgan ist ein Marktkreuz in der schottischen Ortschaft Longforgan in der Council Area Perth and Kinross. 1971 wurde das Bauwerk in die schottischen Denkmallisten in der höchsten Denkmalkategorie A aufgenommen. Eine ehemalige zusätzliche Einstufung als Scheduled Monument wurde 2016 aufgehoben.

## Geschichte
Das Marktkreuz entstand zu einem nicht näher eruierbaren Zeitpunkt im 17. Jahrhundert. Vermutlich stiftete es Patrick Lyon, 3. Earl of Strathmore and Kinghorne, der die Burg Castle Huntly in Longforgan um 1660 erbte. Ein ähnliches Kreuz ließ Lyon in Glamis, nahe seinem Schloss Glamis Castle errichten. Gegen Ende des 18. Jahrhunderts wurde das Marktkreuz nach Castle Huntly versetzt. Erst 1989 wurde es wieder in die Ortschaft zurückversetzt.

## Beschreibung
Das Marktkreuz von Longforgan steht auf einem kleinen Platz im Zentrum der kleinen Ortschaft an deren Hauptstraße. Es ruht auf einer oktogonalen Plinthe, die sich in einem kleinen Postament mit abschließendem Gesims fortsetzt. Das Sandsteinbauwerk ist als korinthische Säule mit Kapitell gestaltet, auf der eine aufgerichtete Löwenskulptur ruht.